# Vailimia
Vailimia is een geslacht van spinnen uit de familie springspinnen (Salticidae).

## Soorten
De volgende soorten zijn bij het geslacht ingedeeld:
- Vailimia longitibia Guo, Zhang & Zhu, 2011
- Vailimia masinei (Peckham & Peckham, 1907)